# ورفلة
ورفلة هي اتحاد قبلي ممتزج من أصل عربي مختلط وأمازيغي معرب وتنتشر بِشكل رئيسي من مدينة بني وليد غربا وحتى بنغازي شرقا كما تتواجد كذلك في سبها. وقد كانت قبيلة ورفلة بالإضافة إلى القذاذفة والمقارحة، العمود الفقري لنظام معمر القذافي. وتضم ورفلة 52 قبيلة فرعية يتكون كل واحد منها من بطون وأفخاد، وتُقدر عادة أنها أكبر قبيلة في ليبيا بعدد يصل إلى مليون نسمة.

## الأصل والتسمية
يعد اتحاد قبائل ورفلة من أصل مختلط. وتشمل القبائل البربرية المعربة المنحدرة من هوارة، بالإضافة إلى قبائل البدو العربية المنحدرة من بني سليم وبني هلال. نتيجةً للهجرات العربية إلى المغرب العربي، ومصاهرتهم للقبائل العربية والإحتكاك بهم، عُرب بربر ورفلة بالكامل بحلول القرن السادس عشر. ثم انضمت القبائل العربية إلى الاتحاد القبلي في نوع من الأخوة القبلية، حتى ظهرت 52 قبيلة فرعية، وأسست الاتحاد القبلي.
ذكر ابن خلدون أن روفل أو ورفل من بطون ملد أو منذر بن أوريغ الذي يُنسب لأخيه هوّار بن أوريغ، ويقول محمد سعيد القشاط عن ورفلة: «هي تجمع قبائل في منطقة تسمى (أورفله) ومعناها بالتارقيه المكان العالي.».
جاء في سالنامة ولاية طرابلس الغرب لعام 1312 هـ أن عدد ذكور قضاء اورفله بلغ 8690 فردًا، وذكر هنريكو دي أغسطيني في كتابه «سكان ليبيا» ورفلة قائلاً: «وبخصوص السلالات فإنه يمكننا أن نرد أغلب هذه القبائل إلى قبيلة (ورفل) من بربر (هوارة) (جذم برانس). ونفتقر في ظل معارفنا الحالية إلى معلومات وثيقة مؤكدة يصح الرجوع إليها والإستناد عليها في تقرير ما إذا كانت عناصر عربية وبربرية قد امتزجت في عصور لاحقة؟ إلا أن هناك دلائل كثيرة. مثل انعدام القرابة بين قبائل ورفلة، وبقية القبائل العربية بطرابلس الغرب وغيرها تدفع إلى الإعتقاد بأن نسبة الدم العربي في ورفلة قليلة إن لم تكن معدومة. ولذا فقد تم تصنيف هؤلاء السكان ضمن البربر.» وقد قال بناءاً على ما سبق أن عدد العرب 1،700 شخص والبربر 26،000  شخص والعرب البربر 1،800 شخص، إلا أن مُعرب كتابه خليفة التليسي استدرك عليه في الحاشية قائلاً: «يرفض بعض سكان المنطقة النتائج التي انتهى اليها جامع الكتاب. وقد سبق أن نبهنا في مقدمة الكتاب إلى أن أحكامه لا تمثل سوى اجتهاد فردى قابل للتعديل وقد أكد المؤلف نفسه هذا القول في مقدمته الطويلة.».
وقد قال إسماعيل كمالي في كتابه سكان طرابلس الغرب: «وفى أيامنا هذه، وبالرغم من أن القسم الأكبر من سكان طرابلس، وتاجوراء، وزنزور، وغريان، وورفله، وترهونة، ومسلاته، والخمس، ومصراته، وتاورغاء وفزان ينحدرون من هوارة هؤلاء الذين تكلم عنهم ابن خلدون، فلا أحد منهم يريد ان يعترف بانتسابه لها،» وقد استطرد عليه معرب كتابه حسن الهادي بن يونس في الحاشية بقوله: «يكاد المؤلف ان يقطع بان العرب لا وجود لهم في ورفلة واذا علمنا ان ورفلة تتكون حاليا من خمسين قبيلة منها عشر قبائل من بني مطرف بن خراج بن مطرف بن عبيد الله من بني معقل وكذلك بني حجاز من بني سليم، وبنو تليس من بني عبد الدار من قريش، واولاد بوراس من بني هذيل من قريش ايضا، والطبول واولاد صرار (الصرارة) من الادارسة المغرب والفطمان من قبيلة اولاد الحاج العرب والغزالات من الزكاروة اولاد سليمان والحدادة من قبيلة لبيد بن عامر، والفقهاء من الزكاروة، فلا نجد من ينتمي الى الاصل البربري الا قبائل صغيرة لا تتعدى اصابع اليد.». 
وتحدث عنها الطاهر الزاوي بقوله: «ورفلة أو أرفلة: كلمة بربرية، اسم لبطن من بطون قبيلة هوارة البربرية يقال له (بنو ورفلة). [...] وكان بنو ورفلة يسكنون المنطقة التي فيها وادى بن وليد وما حوله. ولما تغلب عليهم العرب جلوا من مساكنهم وسكنها العرب وأصبحت ملكهم، وبقى المكان معروفا بورفلة وأطلقت الكلمة على سكانه أيضاً أما سكان وادى ابن وليد وما حوله فهم عرب خلص لا يمتون إلى البربر بصلة، وإنما سموا ورفلة باسم المكان الذي يسكنون فيه.»، وقد قال عنها محمد عبدالرازق مناع: «ورفلة إسم قديم مشتق من ورفل شقيق هوار، أطلق على سكان منطقة بنى وليد والهوش ووادى صوف الجين، الممتدة غرباً حتى غريان وترهونة شمالاً ومصراته شرقاً، ومزدة جنوباً. [...] ثم إستوطنت بطون وأفخاذ من بني سليم المنطقة، وإمتزج الوافدون حينذاك مع القدامى وأصبحوا على مر القرون عصبة واحدة». 
ويصف مارمول كربخال (1520-1600م) في كتابه إفريقيا جبل بني وليد الذي تقطنه قبيلة ورفلة:
| ورفلة | إنه جبل من جبال الأطلس، يسكنها برابر أشداء، حريصون على الحفاظ على حريتهم حتى أنهم لا يعترفون بأي حاكم من حكام البلاد، وقد تحالفوا مع برابر المناطق الجبلية المجاورة، لتدعيم دفاعهم وتقوية صفوفهم. توجد بأراضيهم واحات تعطي أتماراً جيدة وحقولا تعطي إنتاجاً هاما من الشعير، يقام عندهم مرة في الاسبوع سوق كبير يتوافد عليه مختلف قبائل المنطقة، ويؤمه الاعراب كذلك، فيبيعون للبرابر ، الانعام والاصواف والسمن، ويشترون منهم منوجاتهم الفلاحيه. يتواجد بمنطقة جبل بني وليد، زهاء مائة وخمسين قرية، يسكن فيها اهل بني جريد في جو يسوده الامن، وهم لا يخشون أي اعتداء عليهم من الخارج، لأن الممرات والمسالك صعبة للغاية، ولان فيهم مايزيد عن عشرين ألف رجل يحملون السلاح ويحسنون الرماية.اصطدموا مع الأتراك في معارك عديدة، وأنتصروا عليهم في كثير من المناسبات، ومع ذلك، فإنهم لا يمانعون في دفع إتاوة إلى ولاة طرابلس، لأنهم في حاجة إلى التعامل معهم قصد التجارة، غير أنهم لا يسمحون لأي كان أن يلاحقهم داخل أراضيهم. بهذا الحديث، نكون قد انهينا عرضنا عن جبال المنطقة ولا يبقى لنا سوى صحراء برقة، الواقعه في أقصى شرق بلاد البربر. | ورفلة |

## التاريخ
قاومت القبيلة الغزو الإيطالي للجبل الغربي. كما شهدت نفس المنطقة معارك بين بعض قبائلها شاركت فيها قبيلة ورفلة ما بين 1920-1922.
ويقال بأن القبيلة بشكل عام من مؤيدي القذافي لدى مجيئه للسلطة. غير أن محاولة انقلاب شارك بها مجموعة من أفرادها سنة 1993 أدى إلى فتور العلاقة بين الطرفين.